# Pronoides
Pronoides Schenkel, 1936 è un genere di ragni appartenente alla famiglia Araneidae.

## Distribuzione
Delle sei specie oggi note di questo genere ben cinque sono state reperite in Cina: la specie dall'areale più vasto è la P. brunneus che è stata rinvenuta in Cina, Corea, Giappone e Russia.

## Tassonomia
Dal 2013 non sono stati esaminati esemplari di questo genere.
A maggio 2014, si compone di sei specie:
- Pronoides applanatus Mi & Peng, 2013 — Cina
- Pronoides brunneus Schenkel, 1936[2] — Russia, Cina, Corea, Giappone
- Pronoides fusinus Mi & Peng, 2013 — Cina
- Pronoides guoi Mi & Peng, 2013 — Cina
- Pronoides sutaiensis Zhang, Zhang & Zhu, 2010 — Cina
- Pronoides trapezius Mi & Peng, 2013 — Cina

### Specie trasferite
- Pronoides ampliabdominis Song, Zhang & Zhu, 2006; trasferita al genere Cnodalia Thorell, 1890[1].

### Sinonimi
- Pronoides minutus (Saito, 1939); trasferita dal genere Pronous e posta in sinonimia con P. brunneus Schenkel, 1936, a seguito di un lavoro di Marusik et al. del 2007[1].